# Famille Billung
 (avril 2010).
Si vous disposez d'ouvrages ou d'articles de référence ou si vous connaissez des sites web de qualité traitant du thème abordé ici, merci de compléter l'article en donnant les références utiles à sa vérifiabilité et en les liant à la section « Notes et références ».
Les Billung sont une famille princière de la noblesse saxonne, les descendants du duc Hermann Ier († 973), qui accède en 936 au service de la dynastie ottonienne. Ils règnent sur la Saxe jusqu'en 1106, date à laquelle le dernier souverain Magnus meurt sans héritier mâle. La famille tire son nom d'un ancêtre légendaire dont le nom figure dans l'obituaire du monastère de Saint-Michel à Lunebourg qui ne date toutefois au plus que du XIIIe siècle.

## Histoire
L'origine des ancêtres de Hermann Billung est restée méconnue et diverses conjectures ont pu être formulées. Les ancêtres de la dynastie remontent prétendument jusqu'à l'époque de Charlemagne : en 811, un certain comte Wichmann (Wychmannus comes) a participé aux négociations de la frontière nord de l'Empire carolingien le long du fleuve Eider avec le roi Hemming de Danemark. D'autres porteurs du nom Wichmann se trouvent parmi les comtes de Hamaland aux Pays-Bas. Oda († 913), fille d'un princeps Billung, était mariée au comte saxon Liudolf, le premier membre historiquement attesté de la dynastie des Ottoniens (Ludolphides).

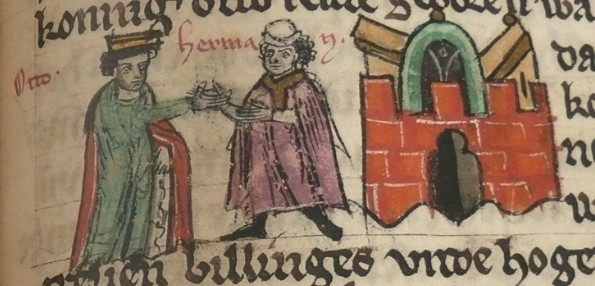
Hermann et Otto, illustration du XIIIe siècle.

Les chroniques d'Adam de Brême soulignent que Hermann Billung, nommé princeps militiae en Saxe par le nouveau roi Otton Ier en 936, était d'origine modeste. Selon la légende, il est le fils d'un Billung, vassal saxon au domaine de Stübeckshorn près de Soltau, au service d'Henri l'Oiseleur, puis d'Otton Ier. Il est néanmoins probable qu'il soit d'une famille noble des descendants de Widukind, le principal adversaire de Charlemagne pendant la guerre des Saxons au VIIIe siècle. Hermann avait deux frères aînés : Wichmann l'Ancien et Amelung, évêque de Verden. Wichmann, s'estimant lésé, protesta contre la nomination de son frère cadet. Ses fils Wichmann II et Egbert maraudèrent la Saxe pendant le conflit entre le roi Otton Ier et son fils le duc Liudolf de Souabe ; plus tard, ils s'allièrent à la fédération slave des Abodrites.
Hermann fonde avec son fils et successeur Bernard († 1011), également seigneur du pays de Hadeln par son mariage avec la comtesse Hildegarde de Stade, une seconde dynastie saxonne associée à la marche des Billung à l'est de la Saxe. Cette dynastie représentée par les ducs Bernard II († 1059) et Ordulf de Saxe († 1072) s'impose après l'extinction des Ottoniens en 1024 jusqu'en 1106. Le dernier duc, Magnus, nait du mariage d'Ordulf avec Wulfhilde de Norvège, une fille du roi Olav Haraldson. Pendant la révolte des Saxons de 1073 à 1075, il contestait le règne de Henri IV ce qui provoqua le déclin de la famille Billung. Après son décès en 1106, le duché de Saxe passa à Lothaire de Supplinbourg, futur empereur ; ses biens propres autour de Lunebourg et le long de l'Elbe allèrent à ses gendres des maisons d'Ascanie et de Welf (Brunswick).

## Généalogie
- Meginhard II, mort avant 880, fils de Wichman Ier, comte de Hamaland.
- Wichman II, né vers 820 et mort vers 880, fils de Wichman Ier, marié en 835 avec une fille du comte Egbert en Saxe et de son épouse Ida de Herzfeld, aura pour enfant :
  - Herman II, né en 842 et mort à une date inconnue ;
  - Wichman III, né en 844 et mort à une date inconnue ;
  - Egbert Billung, comte en Wetigau, né vers 855 et mort avant 932, aura pour fils (?) :
    - Billung de Stubenskorn, né en 880 et mort le 26 mai 967, marié à Ermengarde de Nantes dont il aura :
      - Wichmann l'Ancien, né vers 916 et mort le 23 avril 944, marié à Frédérune, une sœur de la reine Mathilde, avec qui il aura :
        - Wichmann le Jeune, né vers 930 et mort le 22 septembre 967 ;
        - Bruno, évêque de Verden, mort en 976 ;
        - Egbert le Borgne, né vers 932 et mort en avril 994 ;
        - Hedwige (ou Hathui), née en 939 et morte le 4 juillet 1014, mariée à Siegfried, fils du margrave Gero, puis abbesse à Gernrode.

      - Amelung, mort le 5 mai 962, évêque de Verden.
      - Hermann Billung, mort le 27 mars 973, duc de Saxe, marié avec la comtesse Oda :
        - Bernard Ier, né vers 950 et mort en 1011, duc de Saxe, épousa Hildegarde (†1011), fille du comte Henri de Stade, dont il eut six enfants :
          - Hermannn, mort jeune ;
          - Godesti de Saxe, morte en 1041/1042, abbesse à Herford ;
          - Emma de Saxe, qui entra dans les ordres ;
          - Bernard II, né vers 984 et mort le 29 juin 1059, duc de Saxe, marié à Eilika, fille du comte Henri de Schweinfurt avec qui il eut cinq enfants :
            - Ordulf, mort le 28 mars 1072, duc de Saxe, marié à Wulfhilde, fille du roi Olaf II de Norvège, devenu veuf, il épousa en 1071 Gertrude von Haldensleben :
              - Magnus, né vers 1045 et mort le 23 août 1106, duc de Saxe, épousa Sophie, fille du roi Béla Ier de Hongrie et veuve du comte Ulrich Ier de Weimar-Orlamünde :
                - Wulfhilde, morte le 20 décembre 1126, épousa le duc Henri IX de Bavière issu de la maison Welf ;
                - Eilika, morte le 16 janvier 1142, épousa le comte Othon le Riche de la maison d'Ascanie.

              - Bernard.

            - Hermann, mort le 31 mai 1086, comte en Saxe, Vogt à Verden ;
            - Gertrude, née vers 1028 et morte le 4 août 1113, épousa en premières noces le comte Florent Ier de Hollande, veuve en 1061, elle épousa en 1063 le comte Robert Ier de Flandre ;
            - Ida, morte le 31 juillet 1101, épousa en premières noces le duc Frédéric de Basse-Lotharingie, veuve en 1065, elle épousa le comte Albert III de Namur ;
            - Hedwige (?), née vers 1035 et morte le 17 juillet 1112, épousa le comte Engelbert Ier de Sponheim, mère du duc Engelbert de Carinthie.

          - Thietmar, né vers 985 et mort en 1048 en duel à Pöhlde, comte en Saxe ;
          - Mathilde, née vers 987 et morte le 28 avril 1014, religieuse à Gernrode.

        - Luidger, mort en 1011, comte en Saxe, épousa Emma
        - Mathilde, mort en 1008, épousa vers 960 le comte Baudouin III de Flandre (avec qui elle eut un enfant), veuve en 962 elle épousa vers 963 le comte Godefroy Ier de Verdun (avec qui elle eut sept enfants) ;
        - Suanichilde de Saxe, morte en 1014, épousa le margrave Thietmar de Misnie, puis épousa son successeur Ekkehard Ier de Misnie ;
        - Emma, elle entra dans les ordres et fut abbesse à Herford.